# Cavalaira
Cavalaira de Mar (nom occità) (en francès Cavalaire-sur-Mer) és un municipi francès situat al departament del Var i a la regió de Provença – Alps – Costa Blava. L'any 1999 tenia 5.237 habitants.

## Demografia
| 1962                                       | 1968  | 1975  | 1982  | 1990  | 1999  | 2006  |
| ------------------------------------------ | ----- | ----- | ----- | ----- | ----- | ----- |
| 1.372                                      | 2.116 | 2.710 | 3.912 | 4.188 | 5.237 | 6.351 |
| Des de 1962: població sense dobles comptes |       |       |       |       |       |       |

## Administració
| Període   | Identitat       | Partit |
| --------- | --------------- | ------ |
| 2001-2008 | Louis Foucher   | UMP    |
| 2008-     | Annick Napoléon | UMP    |